# Elezioni parlamentari in Finlandia del 1962
Le elezioni parlamentari in Finlandia del 1962 si tennero tra il 4 e il 5 luglio per il rinnovo dell'Eduskunta e videro la vittoria della Lega Agraria (centristi), che superò di misura la Lega Democratica Popolare Finlandese (comunisti).

## Risultati
| Liste                                                           | Voti      | %     | +/- % | Seggi | +/- seggi |
| --------------------------------------------------------------- | --------- | ----- | ----- | ----- | --------- |
| Lega Agraria                                                    | 528.409   | 22,95 | −0,1  | 53    | +5        |
| Lega Democratica Popolare Finlandese                            | 506.829   | 22,02 | −1,1  | 47    | −3        |
| Partito Socialdemocratico Finlandese                            | 448.930   | 19,50 | −3,6  | 38    | −10       |
| Partito di Coalizione Nazionale                                 | 346.638   | 15,06 | −0,2  | 32    | +3        |
| Partito Popolare Finlandese                                     | 146.005   | 6,34  | +0,4  | 13    | +5        |
| Partito Popolare Svedese                                        | 140.689   | 6,11  | −0,4  | 13    | −         |
| Lega Socialdemocratica dei Lavoratori e dei Piccoli Proprietari | 100.396   | 4,36  | +2,6  | 2     | −1        |
| Partito dei Piccoli Proprietari di Finlandia                    | 49.773    | 2,16  | –     | −     | −         |
| Lega Liberale                                                   | 12.000    | 0,52  | +0,2  | 1     | +1        |
| Partito di Centro di Finlandia                                  | 8.686     | 0,38  | –     | −     | −         |
| Partito Regionale dell'Åland                                    | 7.261     | 0,32  | -     | 1     | −         |
| Opposizione del Partito dei Piccoli Proprietari                 | 6.329     | 0.27  | –     | −     | −         |
| Altri                                                           | 53        | -     | −     | −     | −         |
| Totale                                                          | 2.301.998 |       |       | 200   |           |